# Cyrestis sambawana
Cyrestis sambawana är en fjärilsart som beskrevs av Martin 1903. Cyrestis sambawana ingår i släktet Cyrestis och familjen praktfjärilar. Inga underarter finns listade i Catalogue of Life.